# Bluetoothprotokollstack
En Bluetooth-protokollstack är en programvara som innefattar de olika kommunikationsprotokollen som finns i Bluetoothprogramvaran. Den kan delas in i två delar: kontrollogiken och profiler.

## Kontrollogiken
Host Controller Interface (HCI) och Link Manager är två delar som kommunicerar dels "nedåt" med basbandsdelen, dels "uppåt" med den fysiska kopplingen (PC-Card, USB, etcetera). Båda delarna är implementerade såsom programkod och är oftast placerad i flashminne för att möjliggöra enkel uppgradering.
Kontrollogiken består av följande moduler (block):
- HCI (Host Controller Interface)
- L2CAP (Logical Link Control and Adaption Protocol)
- RFCOMM (för datautbyte)
- SDP (Service Discovery Protocol)

## Profiler
Bluetooth-teknikens profiler är en av de centrala och viktigaste delarna och kanske den mest förvirrande för lekmannen. Profilerna definierar vilka funktioner som produkten kan utföra via bluetooth-länken. Observera att alla Bluetooth-enheter inblandade i kommunikationen måste stödja profilen/funktionen man försöker använda. Det är mycket viktigt att kontrollera att båda produkterna stöder profilen eller profilerna man vill använda innan man köper in den.
Alla bluetooth-enheter måste stödja profilen Generic Access. Här är några av de vanligaste profilerna:
- GAP (Generic Access Profile)
- SDAP (Service Discovery Application Profile): hanterar sökning efter andra Bluetooth-enheter
- CTP (Cordless Telephone Profile): stöder röstöverföring, tonvalssignalering, nummerpresentation, konferensfunktioner, med mera
- IP (Intercom Profile): ger stöd för walkie-talkie-liknande funktioner
- SPP (Serial Port Profile): grundläggande seriell kommunikation genom emulering av en serieport); ger stöd för profilerna Fax, File Transfer med flera
- HS (Headset Profile): ger headsetfunktioner såsom röstöverföring och volymkontroll
- DNP (Dial-Up Networking Profile): fjärranslutning till fjärranslutningsserver
- FP (Fax Profile): för att sända och ta emot fax
- LAP (LAN Access Profile) för åtkomst till lokala nätverk
- GOEP (Generic Object Exchange Profile): generell profil för utbyte av dataobjekt som är grunden för till exempel File Transfer, utskrift och Synchronisation
- OPP (Object Push Profile): för sändning av objekt, till exempel mötesbokningar, till annan Bluetoothförsedd enhet
- FTP (File Transfer Profile): för överföring av filer och mappar/kataloger
- SP (Syncronization Profile): automatisk synkning av till exempel e-post, databaser och kalendrar